# هامبل اویل
هامبل اویل (انگلیسی: Humble Oil) شرکت نفت آمریکایی بود، که در سال ۱۹۱۱ تأسیس شد.

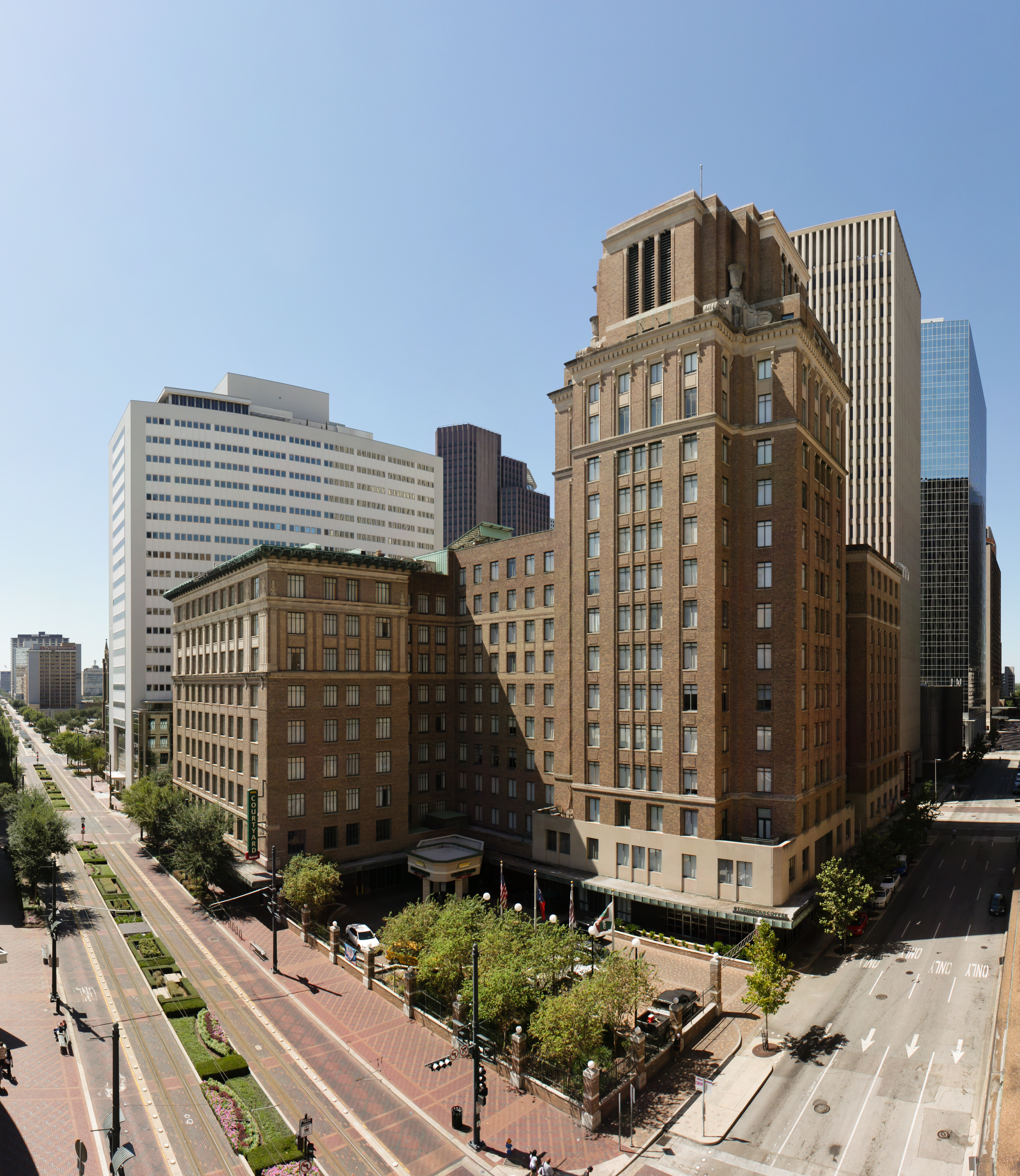
ساختمان هامبل اویل یک ساختمان اداری تاریخی است که به سبک معماری رنسانس ایتالیایی طراحی شده‌است، در خیابان اصلی ۱۲۱۲ در هیوستون، تگزاس واقع شده و در فهرست ملی مکان‌های تاریخی ثبت شده‌است. این مجموعه توسط شرکت نفت هامبل اویل در سال ۱۹۲۱ ساخته شد. بخش برج در سال ۱۹۳۶ به ساختمان اضافه شد. اکنون ساختمان اکسون موبیل در خیابان بل ۸۰۰ است. در سال ۲۰۰۳، مجموعه ساختمان برای استفاده به عنوان ترکیبی از هتل و آپارتمان بازسازی شد بخش آپارتمان در سال ۲۰۱۵ به اتاق‌های اضافی هتل تبدیل شد.